# 55576 Amycus
55576 Amycus è un asteroide centauro. Scoperto nel 2002, presenta un'orbita caratterizzata da un semiasse maggiore pari a 25,1540890 au e da un'eccentricità di 0,3924956, inclinata di 13,31177° rispetto all'eclittica.
L'asteroide è dedicato al centauro Amico che per primo si scagliò contro i Lapiti.